# Klimov VK-1
Klimov VK-1 je bio prvi sovjetski zrakoplovni mlazni motor koji je dočekao veću upotrebu. Razvio ga je Vladimir Jakovljevič Klimov. Prvi ga je proizvodila tvornica GAZ-116. Izveden je iz Rolls-Royceovog motora Rolls-Royce RB.41 Nene. U Kini ovaj je motor izrađivan po licenciji i nosio je ime WP-5.

## Primjena
Primjenjivan je u zrakoplovima MiG-15, MiG-17 i Iljušin Il-28. Danas ga primjenjuju i neki strojevi za otpuhivanje snijega.

## Razvoj
Odmah poslije drugog svjetskog rata SSSR je izrađivao kopije prve generacije njemačkih motora Junkers 004 i BMW 003. Motori su bili naprednih nacrta, ali slabe izdržljivosti, jer su bili ograničeni zbog toga što je Njemačka bila u oskudici rijetkih metala za vrijeme rata. Nešto prije nego što je hladni rat zbilja počeo, 1946. godine nova britanska laburistička vlada premijera Clementa Attlea koja je bila sklona unaprijeđenju diplomatskih odnosa sa Sovjetskim Savezom, ovlastila je Rolls-Royce izvesti 40 Rolls-Royce Nene, turbomlaznih motora s centrifugalnim kopresorom. Tijekom posjeta Pekingu 1958. zamjenik čelnika Rolls-Roycea Whitney Straight otkrio je da je ovaj motor dalje kopiran bez odgovarajuće licencije, a primijenjen je za pogon MiG-a 15. Prvo je bio pod imenom RD-45. Početni problemi metalurške prirode prisilili su sovjetske inženjere na izmjene, pa su razvili ponešto redizajniranu i metalurški bližu kopiju, motor koji je ušao u proizvodnju pod imenom Klimov VK-1. Rolls-Royce poslije je neuspješno pokušao naplatiti 207 milijuna £ licencijskih naknada.
RD-45 nadalje je poboljšavan za proizvodnju VK-1, koji se razlikovao od Nenea većom komorom za izgaranje, većom turbinom te izmijenjenim protokom zraka kroz motor. Model VK-1F pridodao je komoru za naknadno izgaranje (afterburner).
U motoru je bio centrifugalni kompresor koji je zahtijevao veći promjer trupa nego kod zrakoplova koje su imali još progresivnije osovinske kompresore, a koji su se već pojavili u Njemačkoj i Britaniji tijekom drugog svjetskog rata.
Proizvodile su ga u Sovjetskom Savezu tvornice br. 16 u Kazanju, br. 19 u Permu, br. 24 u Samari, br. 26 u Ufi, br. 478 u Zaporižžju, u Kini Shenyang Aircraft Corporation, u Poljskoj WSK Rzeszów iz Rzeszówa i u Čehoslovačkoj Motorlet/Walter iz Praga.

## Specifikacije
Specifikacije.
Opća svojstva
- vrsta: turbomlazni motor s centrifugalnim kompresorom
- dužina: 2600 mm
- promjer: 1300 mm
- masa suhog motora: 872 kg
- najveći potisak:  26,5 kN
- specifična potrošnja goriva po potisku: 109,1 kg/(kN·h)
- omjer potiska i mase: 41,4 N/kg (4,27:1)

## Vanjske poveznice
- VK-1 na LeteckeMotory.cz (češki)
- VK-1F na LeteckeMotory.cz (češki)